# Enrico Rava

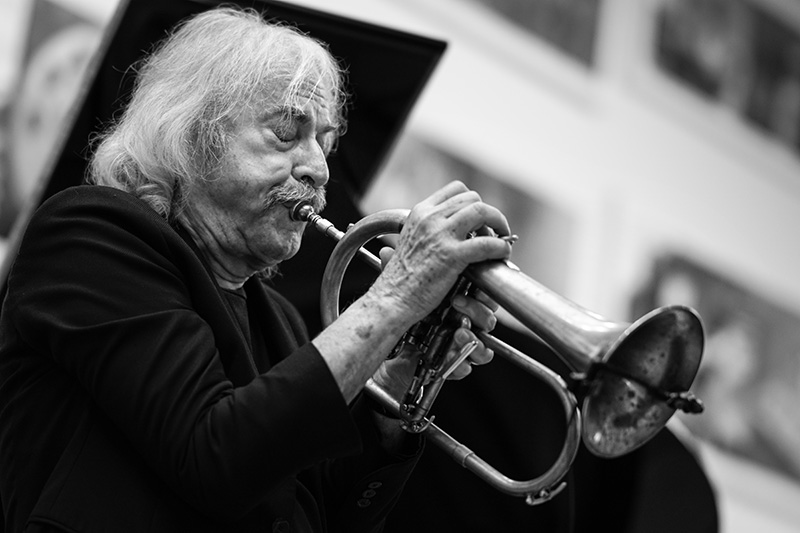
Enrico Rava in Aarhus Dänemark 2017

Enrico Rava (* 20. August 1939 in Triest) ist ein italienischer Jazztrompeter und Flügelhornist.

## Leben und Wirken
Rava, der in Turin aufwuchs, lernte durch Platten seines Bruders den Hot Jazz kennen. Nach ersten Auftritten als Posaunist in traditionellen Jazzcombos wechselte er unter dem Einfluss von Miles Davis und Chet Baker zur Trompete. Bereits 1960 leitete er ein eigenes Quartett. 1964 gehörte er zum Quintett von Gato Barbieri, zwischen 1965 und 1968 spielte er in der Gruppe von Steve Lacy, u. a. mit Johnny Dyani und Louis Moholo. Von 1969 bis 1972 arbeitete er in New York City und spielte unter anderem mit Bill Dixon und im Jazz Composer’s Orchestra sowie in Escalator over the Hill und gehörte zur Gruppe von Roswell Rudd. Große Beachtung fanden auch seine Einspielungen mit Dollar Brand, Archie Shepp oder Dino Saluzzi. In seinen eigenen Bands spielen u. a. John Abercrombie, Jeanne Lee, Roswell Rudd, Jean-François Jenny-Clark und Aldo Romano, aber auch argentinische Musiker, da er zeitweilig in Buenos Aires lebte, wo seine Frau Graciela als Filmemacherin arbeitete. In den 1970ern komponierte er auch Filmmusiken – unter anderem für Bernardo Bertolucci.
In den 1980er Jahren spielte er auch mit Gil Evans und Cecil Taylor, hatte aber auch immer eigene Gruppen, die zunächst noch im Jazzrock-Idiom spielten. Mehr und mehr galt sein Interesse der Komposition und der italienischen Tradition. In seinen Plattenprojekten Rava, L'Opera Va und Carmen beschäftigte er sich intensiv mit der Umsetzung von Opernarien in den Jazz. Mit dem Trompeter Paolo Fresu hat Rava mehrere Platten aufgenommen, auf denen er sich mit den Trompetern in der Geschichte des Jazz beschäftigt (z. B. Bix, Shades of Chet, Play Miles Davis). Der Pianist Stefano Bollani ist zuerst in seinen Gruppen bekannt geworden. Seit 1997 ist der Posaunist Gianluca Petrella Mitglied seines Quintetts; er spielte auch länger mit Schlagzeuger Emanuele Maniscalco. Mit Gianluca Petrella, Eberhard Weber und Reto Weber war er auch im Trio bzw. Quartett The Europeans unterwegs.
2011 erschien beim italienischen Verlag Feltrinelli Enrico Ravas Autobiografie unter dem Titel Incontri con musicisti straordinari. La storia del mio jazz. Darin schildert er auch seine vielen Begegnungen mit internationalen Größen des Jazz wie Gato Barbieri, Carla Bley, Don Cherry, Steve Lacy, Cecil Taylor und vielen anderen.

## Auszeichnungen
2002 wurde Rava mit dem dänischen Jazzpar-Preis ausgezeichnet. Für seinen europäischen Beitrag zum zeitgenössischen Jazz erhielt er außerdem den französischen Orden Chevalier des Arts et des Lettres.

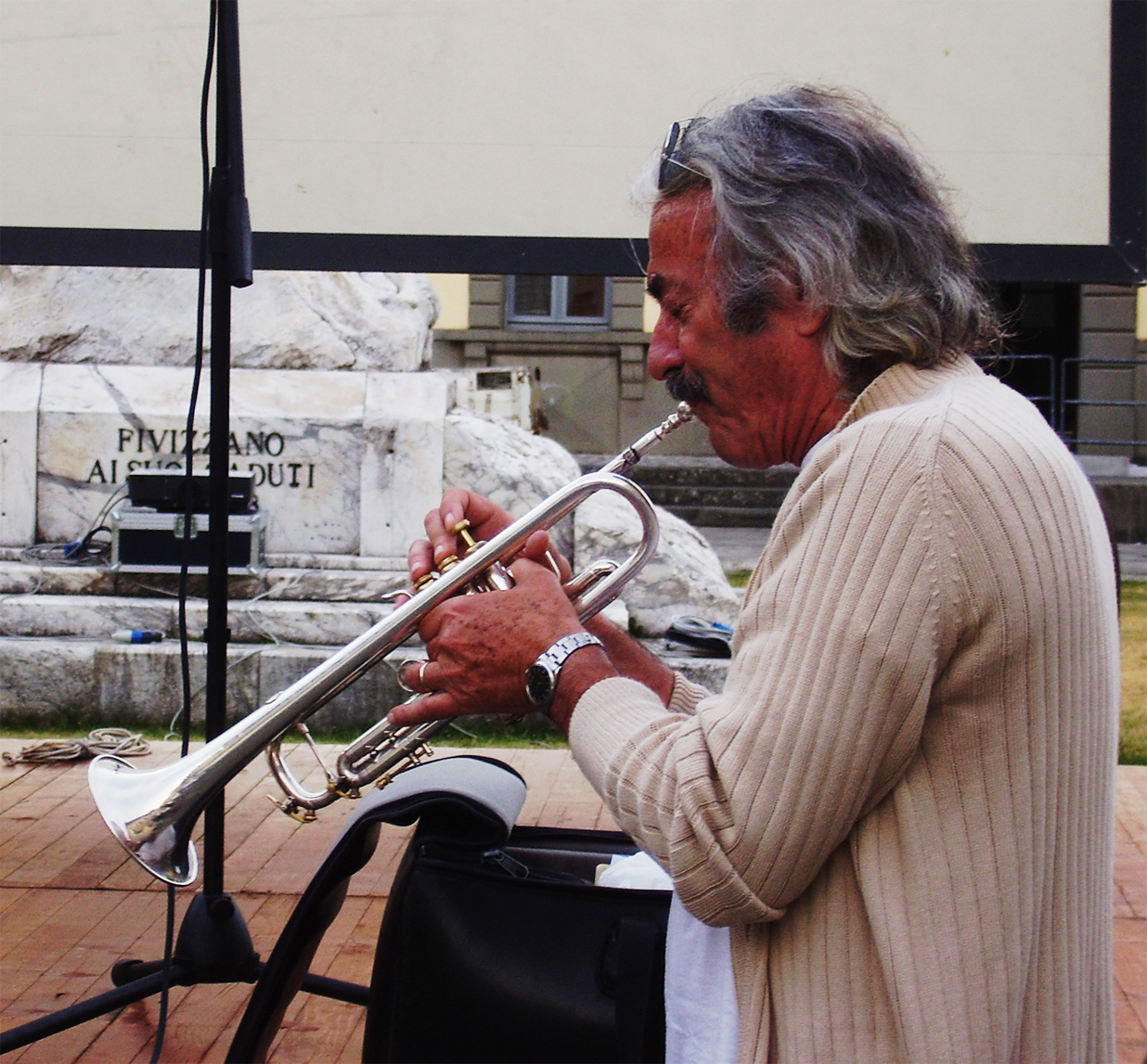
Enrico Rava

## Diskografie (Auswahl)
- 1972: Enrico Rava Il giro del giorno in 80 mondi (Black Saint, mit Bruce Johnson, Marcello Melis, Chip White)
- 1973: Katcharpari (MPS mit John Abercrombie, Bruce Johnson, Chip White)[2][3]
- 1975: Enrico Rava The Pilgrim and the Stars (ECM, mit John Abercrombie, Palle Danielsson, Jon Christensen)
- 1976: Enrico Rava Quotation Marks (JAPO, rec. 1973–1974)
- 1977: Enrico Rava The Plot (ECM, mit John Abercrombie, Palle Danielsson, Jon Christensen)
- 1984: Andrea Centazzos Mitteleuropa Orchestra Doctor Faustus mit Albert Mangelsdorff, Theo Jörgensmann, Gianluigi Trovesi, u. a.
- 1994: Rava L'Opera va (Label Bleu, mit Richard Galliano, Battista Lena, Palle Danielsson, Bruno Tommaso, Jon Christensen und Streichquartett)
- 2000: Barbara Casini & Enrico Rava Vento (Label Bleu)
- 2002: Enrico Rava Quintet Play Miles Davis (Label Bleu, mit Paolo Fresu, Stefano Bollani, Enzo Pietropaoli, Roberto Gatto)
- 2005: Enrico Rava Tati (ECM, mit Stefano Bollani, Paul Motian)
- 2008: Enrico Rava New York Days, ECM 2064[4]
- 2011: Enrico Rava Quintet Tribe (ECM 2218, mit Gianluca Petrella, Giovanni Guidi, Gabriele Evangelista, Fabrizio Sferra sowie Giacomo Ancillotto)
- 2015: Enrico Rava Quartet featuring Gianluca Petrella Wild Dance (ECM 2456 mit Francesco Diodati, Gabriele Evangelista, Enrico Morello)
- 2016: Enrico Rava  My Songbook (Casa del Jazz, mit Mauro Ottolini, Daniele Tittarelli, Dan Kinzelman, Giovanni Guidi, Marcello Giannini, Stefano Senni, Zeno De Rossi)
- 2019: Enrico Rava / Joe Lovano Roma (ECM, mit Giovanni Guidi, Dezron Douglas, Gerald Cleaver)
- 2022: Andrew Cyrille, William Parker & Enrico Rava: 2 Blues for Cecil (TUM)[5]
- 2022: Enrico Rava / Fred Hersch: The Song is You (ECM)[6]
- 2024: Fearless Five (Parco Della Musica, mit Francesco Diodati, Matteo Paggi, Francesco Ponticelli, Evita Polidoro)[7]

## Buchveröffentlichung
- Incontri con musicisti straordinari. La storia del mio jazz (Mailand: Feltrinelli, 2010)